# 아프리카흑단
아프리카흑단은 매우 무겁고 딱딱한 검은색 나무이다. 목관악기나 오르겔을 만드는 데 쓰인다.